# 寛和
寛和 (かんな、かんわ、旧字体：寛󠄁和) は、日本の元号の一つ。永観の後、永延の前。985年から987年までの期間を指す。この時代の天皇は花山天皇、一条天皇。

## 改元
- 永観3年4月27日（ユリウス暦985年5月19日）- 改元。
- 寛和3年4月5日（ユリウス暦987年5月5日）- 永延に改元。

## 寛和期におきた出来事
- 寛和元年（985年）
  - 4月、源信が『往生要集』を著す。
  - 4月11日、検非違使らが海賊追討の功績で勅禄を賜る[1]。
- 寛和2年（986年）
  - 6月、花山天皇が退位し、一条天皇が即位（寛和の変）。
  - 7月、大宰府に宋商来着。

## 西暦との対照表
※は小の月を示す。
| 寛和元年（乙酉） | 一月     | 二月※ | 三月 | 四月  | 五月※ | 六月  | 七月※ | 八月※ | 閏八月 | 九月※ | 十月    | 十一月※ | 十二月   |
| ---------------- | -------- | ----- | ---- | ----- | ----- | ----- | ----- | ----- | ------ | ----- | ------- | ------- | -------- |
| ユリウス暦       | 985/1/24 | 2/23  | 3/24 | 4/23  | 5/23  | 6/21  | 7/21  | 8/19  | 9/17   | 10/17 | 11/15   | 12/15   | 986/1/13 |
| 寛和二年（丙戌） | 一月※    | 二月  | 三月 | 四月※ | 五月  | 六月※ | 七月  | 八月※ | 九月   | 十月※ | 十一月  | 十二月※ |          |
| ユリウス暦       | 986/2/12 | 3/13  | 4/12 | 5/12  | 6/10  | 7/10  | 8/8   | 9/7   | 10/6   | 11/5  | 12/4    | 987/1/3 |          |
| 寛和三年（丁亥） | 一月     | 二月※ | 三月 | 四月※ | 五月  | 六月  | 七月※ | 八月  | 九月※  | 十月  | 十一月※ | 十二月  |          |
| ユリウス暦       | 987/2/1  | 3/3   | 4/1  | 5/1   | 5/30  | 6/29  | 7/29  | 8/27  | 9/26   | 10/25 | 11/24   | 12/23   |          |